# 270 км (роз'їзд)
270 км — залізничний роз'їзд Полтавської дирекції Південної залізниці на лінії Кременчук — Користівка між станціями Крюків-на-Дніпрі (8 км) та Бурти (7 км). Розташований біля села Маламівка Кременчуцького району Полтавської області. Поруч з роз'їздом пролягає автошлях міжнародного значення М22.

## Історія
Роз'їзд 270 км відкрито 1964 року на діючій лінії Кременчук — Користівка, яка відкрита у 1876 році. 
У 2008 році роз'їзд електрифікована змінним струмом (~25 кВ) в складії дільниці Кременчук — Користівка.

## Пасажирське сполучення
На роз'їзді 270 км зупиняються приміські електропоїзди напрямку Кременчук — Знам'янка-Пасажирська.